# ブララ王国
フィトリのブララ王国（fr:Royaume_boulala_du_Fitri）は、現在のチャドに位置する歴史上の国である。
現在は独立した政治的実体としては存在せず、チャドの行政当局との関係において、伝統的な首長国としてのみ存在している。

## 政治組織

### ンガレ
フィトリの王はンガレ、またはスルタンの称号を持っている。
- F. Hagenbucher, Notes sur les Bilala du Fitri, 1968 (PDF)
- Annie M.-D. Lebeuf, Les populations du Tchad (Nord du Template:10e), L'Harmattan, Paris, 2006 ISBN 2296004474